# Georges Irat

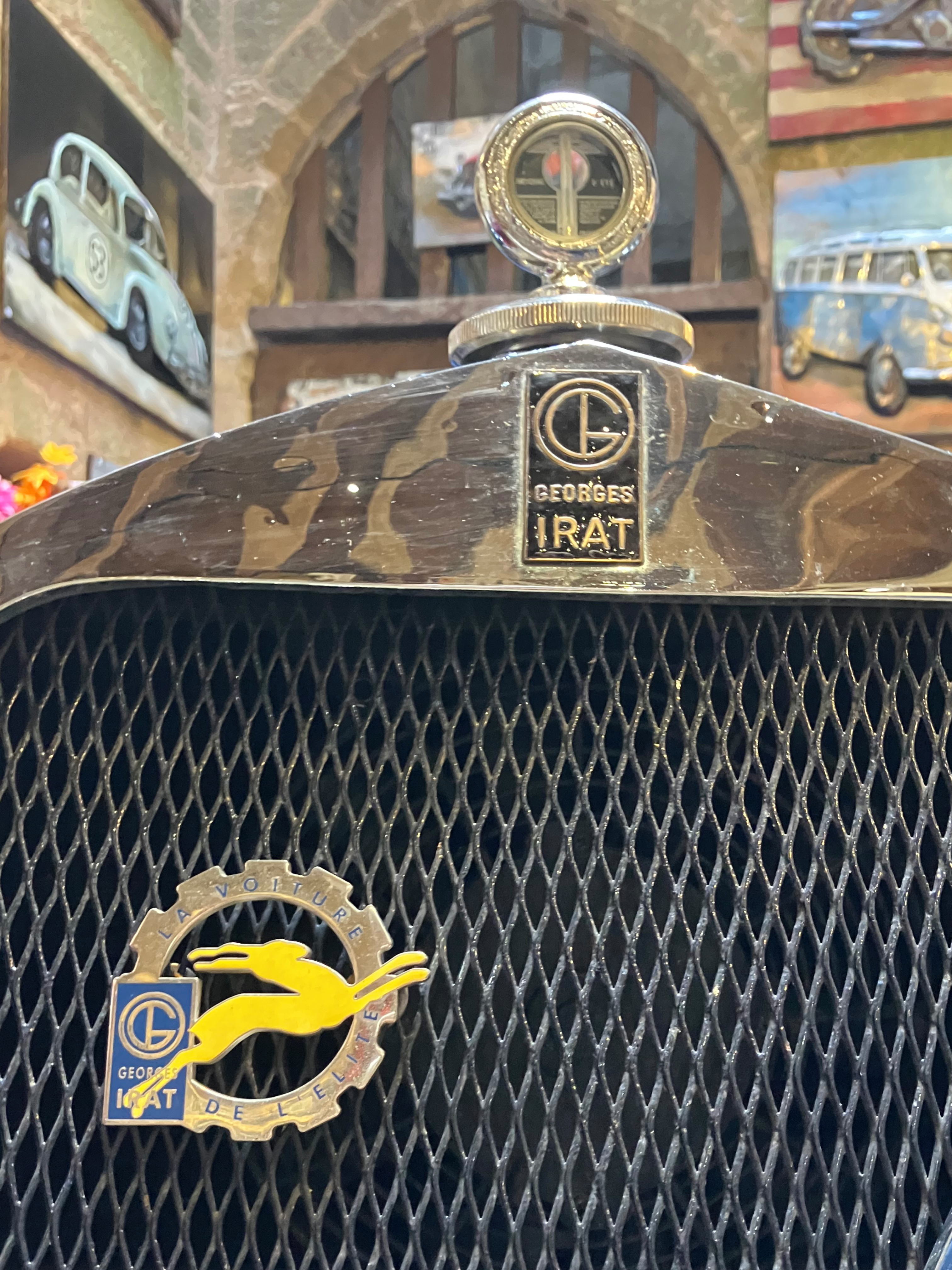
Le radiateur d’une Georges Irat avec logo et médaillon arborant le slogan de la marque. Sur le bouchon de radiateur est fixé un thermomètre indiquant au conducteur la température de l’eau du moteur.

Georges Irat est un constructeur automobile français, spécialisé dans les voitures sportives. Son activité s'est étendue de 1921 à 1953. Son slogan était « La voiture de l'élite ».

## Historique
La Société des automobiles Georges Irat a été créée en 1921 par Georges Irat sur la base d'une autre marque, basée à Chatou et qu'il avait rachetée, Majola.
La première voiture produite par l'entreprise est une voiture à moteur quatre cylindres à soupapes en tête de 1 990 cm3 conçue par Maurice Gaultier qui était un ancien ingénieur chez Delage. Elle fut suivie en 1926 par une six cylindres de 2 985 cm3. Georges Irat adopte les moteurs Lycoming six et huit cylindres en 1929 ; ce fut aussi l'année où l'entreprise déménagea de Chatou à Neuilly.
Une petite voiture animée par un quatre cylindres de 1 086 cm3 et conçue par le fils de Georges, Michel, vint s'ajouter à la gamme en 1929, mais les ventes ne suivirent pas, de même que pour les voitures plus puissantes. Le résultat fut une crise financière.
Le constructeur fut partiellement repris par Godefroy et Levecque, les constructeurs du moteur Ruby, en 1934, de sorte que les usines déménagèrent rue Raspail à Levallois.
Là, Georges Irat produisit deux roadsters sportifs à traction avant, l'un équipé d'un moteur Ruby de 1 100 cm3, l'autre avec un six cylindres Lycoming de 2 450 cm3. La petite voiture eut du succès, mais la grosse eut peu d'acheteurs.
En 1938, une nouvelle voiture de sport, la type OLC 3, fut lancée avec un moteur Citroën de 1 911 cm3, à quatre roues indépendantes et suspension à anneaux en caoutchouc Neiman, mais la guerre éclata et seuls 200 modèles furent produits.

### Pendant la Seconde guerre mondiale
Après le déclenchement de la guerre, Georges Irat est l'un des premiers constructeurs automobiles à se concentrer sur les voitures électriques,, les quantités de carburant à base de pétrole disponibles pour un usage civil diminuant, en particulier après l'invasion allemande en mai/juin 1940. Une toute nouvelle voiturettes électrique est conçue au cours de l'été 1940 et se développe rapidement afin d'être prête à être lancée publiquement à la Foire de Lyon à l'automne 1941. La petite voiture est conçue pour être aussi légère que possible et le moteur électrique présente de nombreuses fonctionnalités ingénieuses. Le véhicule a une vitesse de pointe de 30  à   35 km/h et la batterie au plomb offre une autonomie de 90  à   100 kilomètres entre les charges. Un petit cabriolet deux places et une mini-fourgonnette deux places sont produits, bien que la majeure partie de l'arrière de la voiture, et même de la camionnette, soit occupée en permanence par le moteur électrique et les batteries. Les premières voitures sont produites pour être utilisées par les employés de Georges Irat, mais de petits lots de voitures sont construits pour être vendus via un accord exclusif avec un concessionnaire automobile de la rue de Passy, à l'ouest du centre de Paris. Après la fin de 1942, une production automobile significative n’est plus possible en raison du manque de matériaux et de main d’œuvre pour la production civile. La production de voitures électriques n’a pas redémarré lorsque la paix revient en 1945.

### Après la Seconde guerre mondiale
Un prototype équipé d'un moteur quatre cylindres à plat de 1 100 cm3 entraînant les roues avant est présenté au Salon de Paris d'octobre 1946. Il réapparaît au Salon automobile de 1947 avec un aspect globalement similaire, mais les panneaux avant ont été légèrement retravaillés et les phares ont été recouverts d'une couche supplémentaire de verre afin de présenter un profil plus lisse. Sous le capot, le moteur est remplacé par un 4 cylindres en ligne de 1 996 cm3 doté d'un double arbre à cames en tête qui entraîne désormais les roues arrière via une transmission plus conventionnelle. À cette époque, l'industrie automobile française est soumise à une large intervention gouvernementale et, dans ce contexte dirigiste, Georges Irat pense que les voitures à plus grosse cylindrée peuvent être classées par le gouvernement, qui contrôle les approvisionnements en matériaux nécessaires à la production automobile, comme des « voitures d'exception réservées en premier lieu à l'exportation ». Cependant, la voiture n'entra jamais en production même si elle réapparait au Salon de 1949.

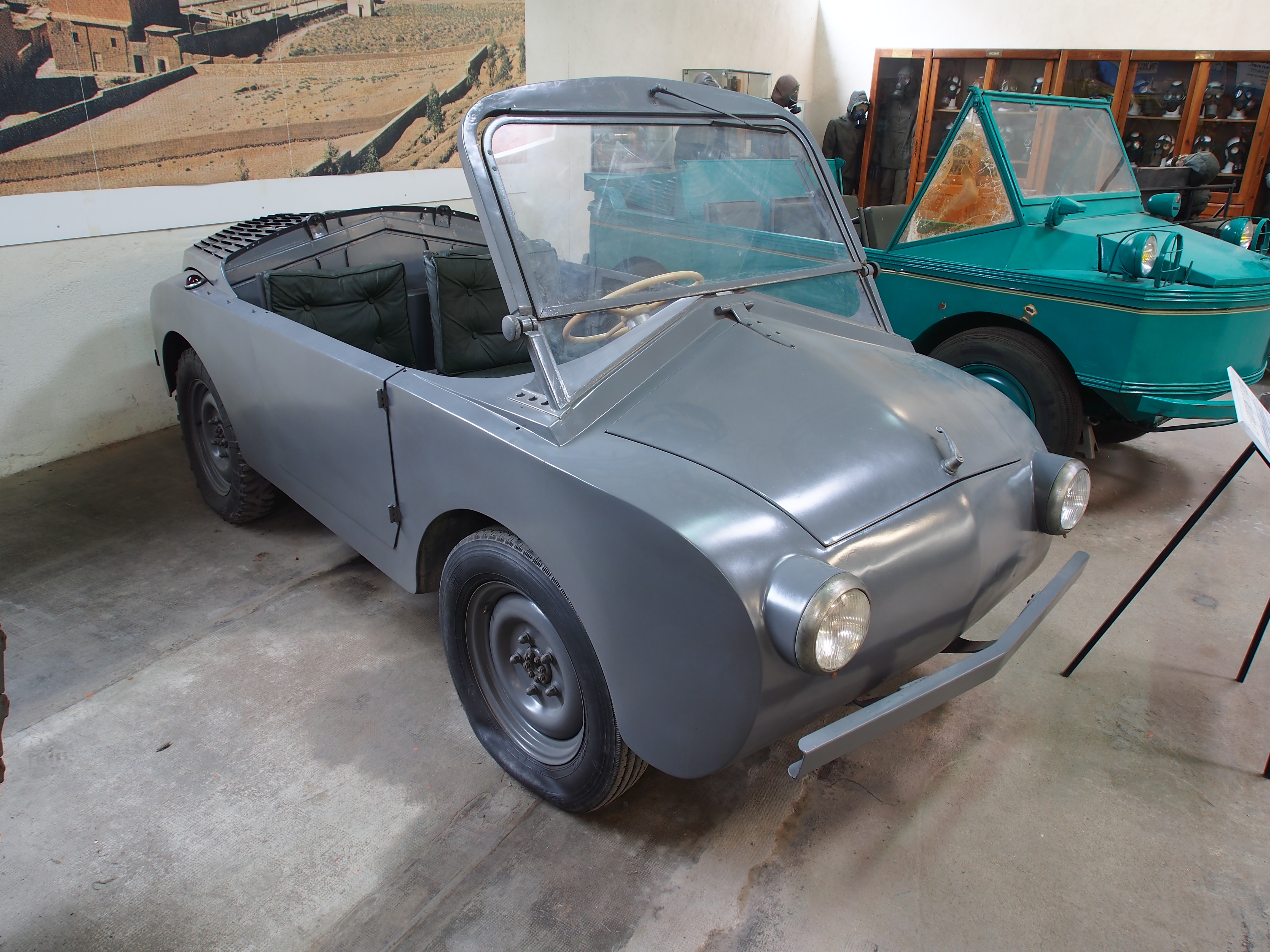
La Voiture du Bled (VdB).

En 1950, Georges Irat annonce la création de la VdB ou « Voiture du Bled » par une nouvelle société, la Société Chérifienne George Irat à Casablanca au Maroc. Il s'agit d'un véhicule à trois places ressemblant à une Jeep, propulsé par un moteur Panhard monté à l'arrière. Seuls quelques exemplaires sont fabriqués jusqu'en 1953. À l'origine, le moteur est de 610 cm3 et développe 28 ch (21 kW), ce qui signifit une vitesse de pointe de 80 km/h. Il peut gravir une pente de 40 % et franchir à gué un ruisseau de 60 cm de profondeur. Le véhicule reçoit ensuite une carrosserie mise à jour et la voiture exposée au Salon de Paris de 1953 dispose d'une version 745 cm3 du moteur Panhard, produisant 33 ch (24 kW). Avec 80  et   40 L en réserve, l'autonomie effective de la VdB est de 1 500 km. Il s'agit uniquement d'une propulsion arrière, mais avec un différentiel verrouillable et une boîte de transfert à vitesse basse pour sa boîte de vitesses à trois rapports.
Dans les années 1950, la société produit également un moteur Diesel type D.O.G., utilisé pour des tracteurs agricoles.

## Victoires en courses
- Le pilote maison Maurice Rost gagne le Circuit des Routes Pavées en 1923, 1925 et 1927 ;
- En 1925, Durêste gagne la catégorie 2,0 l du Critérium Paris-Nice ;
- En 1926, Burie et Rost gagnent la catégorie 2,0 l des 24 Heures de Spa[8].
- En 1927 :
  - G. Roll remporte le Grand Prix du Maroc à Casablanca (4e Martin en 1928) ;
  - Marcel Lehoux remporte la troisième édition des 12 Heures de Saint-Sébastien (ou GP tourisme de Guipúzcoa, la troisième des quatre éditions longues de l'épreuve) avec Maurice Rost[9];
  - Émile Burie remporte le Circuit de Thuin (il termine quatrième des 24 Heures de Spa en 1924 et 1928 et cinquième en 1927 avec Georges Irat, en six participations à l'épreuve[10]).
- En 1928 :
  - Burie et Rost gagnent la catégorie 2,0 l des 24 Heures de Spa[11];
  - Mlle Marlier remporte la course féminine à Thuin.

## Au cinéma
- Le Voyageur de la Toussaint (1942) : Bob Éloi (Serge Reggiani) se déplace en roadster que l'on peut voir vers la 29e minute du film ;
- Rouletabille joue et gagne (1946) : Rouletabille (Jean Piat) se déplace à bord d'un roadster Georges Irat. La voiture apparaît également sur l'affiche du film ;
- Sous le ciel de Paris (1951) : on peut apercevoir durant les premières secondes du film un roadster Georges Irat qui passe de nuit devant une usine en grève ;
- Le Trou normand (1952) : vers la fin du film, l'imprésario, Jean Marco (Roger Pierre) vient chercher Javotte Lemoine (Brigitte Bardot) à bord d'une Georges Irat ODU4 à moteur Ruby 6cv.

## Galerie

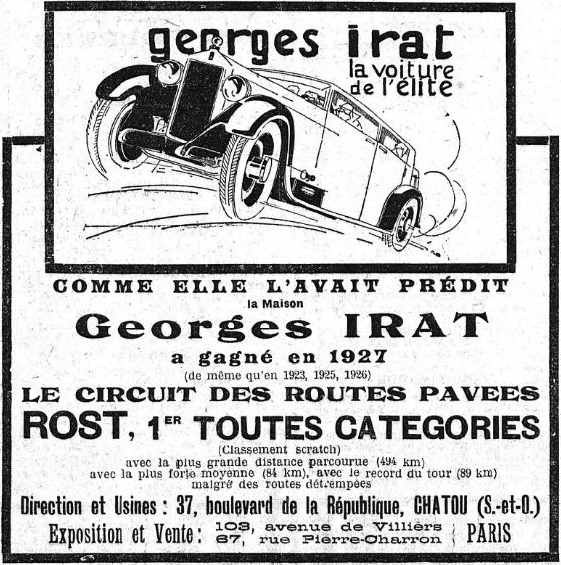
Publicité Georges Irat de 1927.
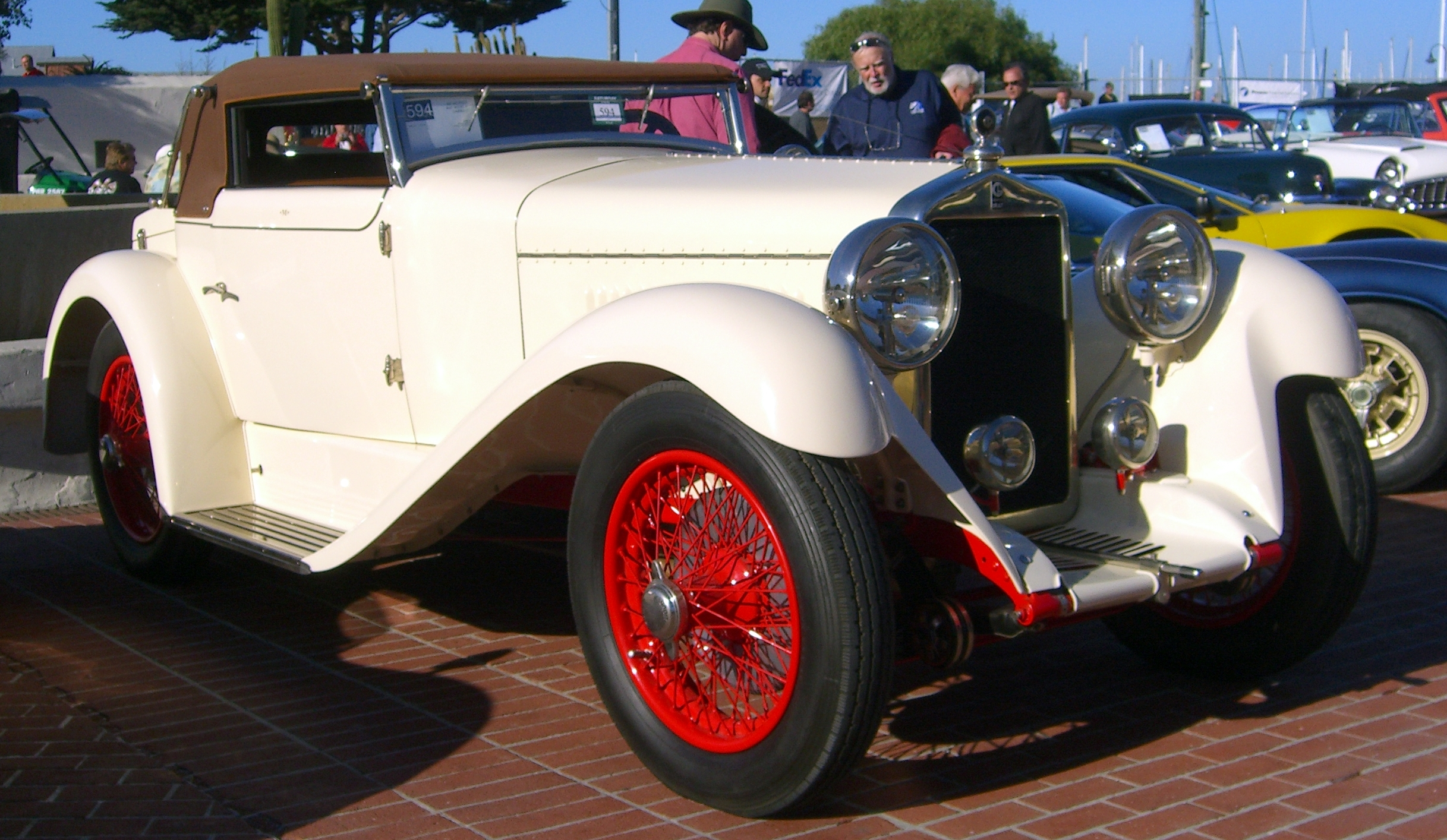
Georges Irat de 1927.
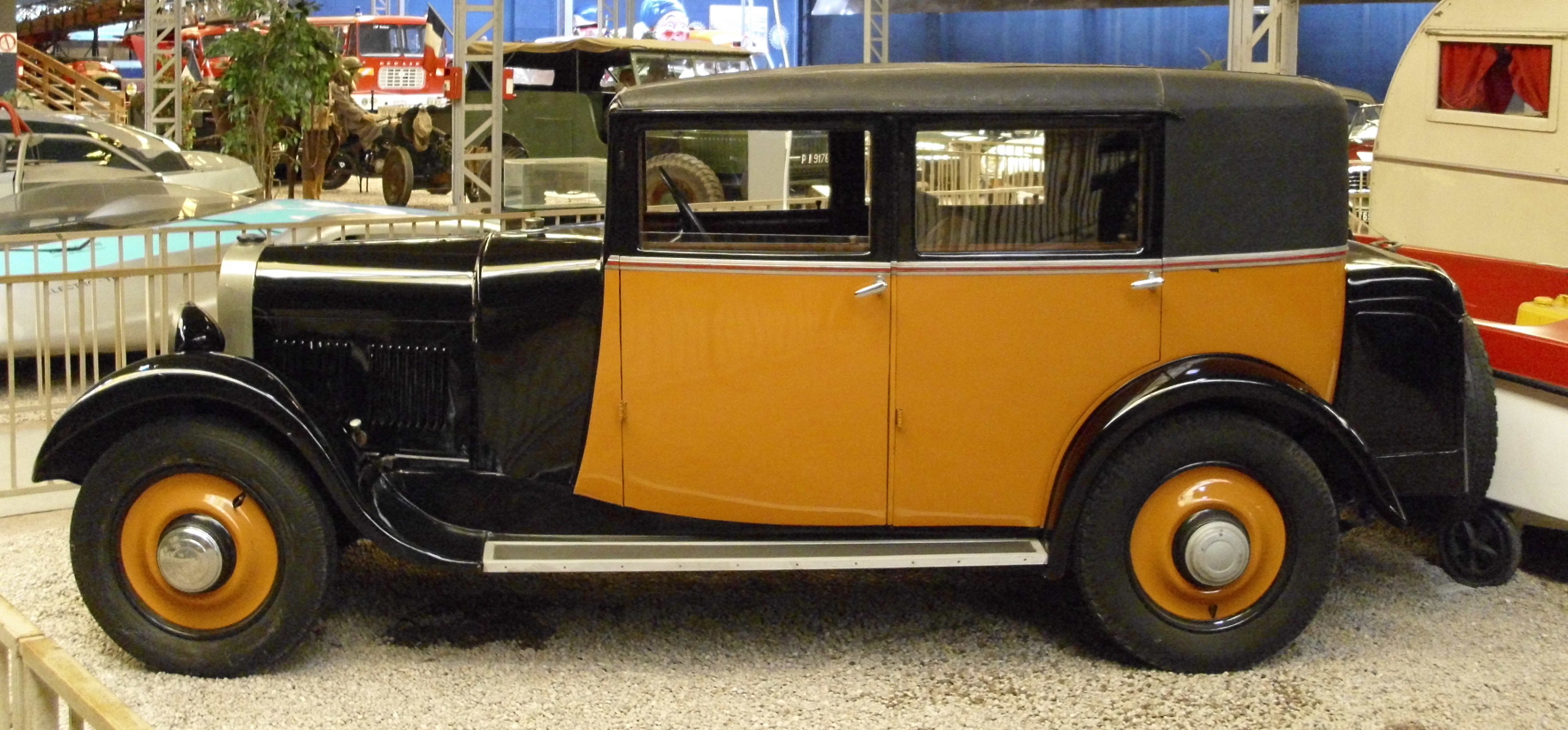
Michel Irat CB2 de 1930.
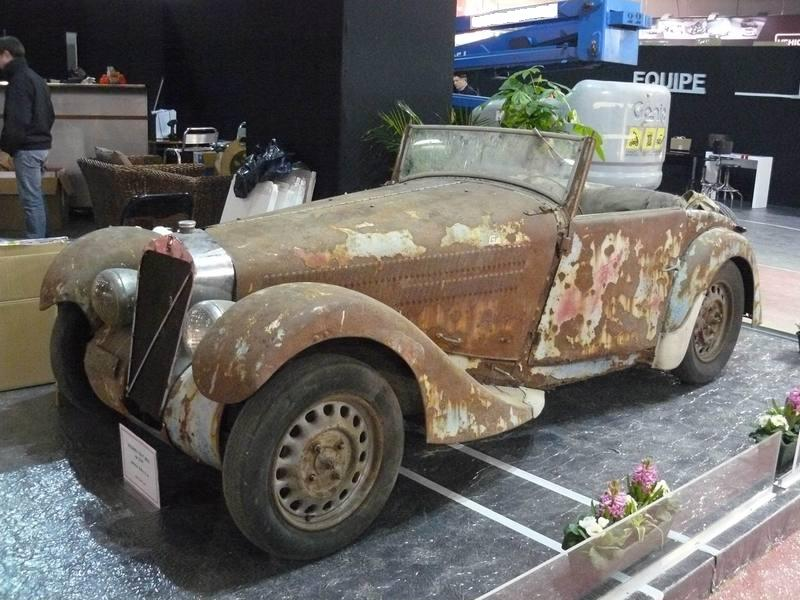
Une Georges Irat MDU…
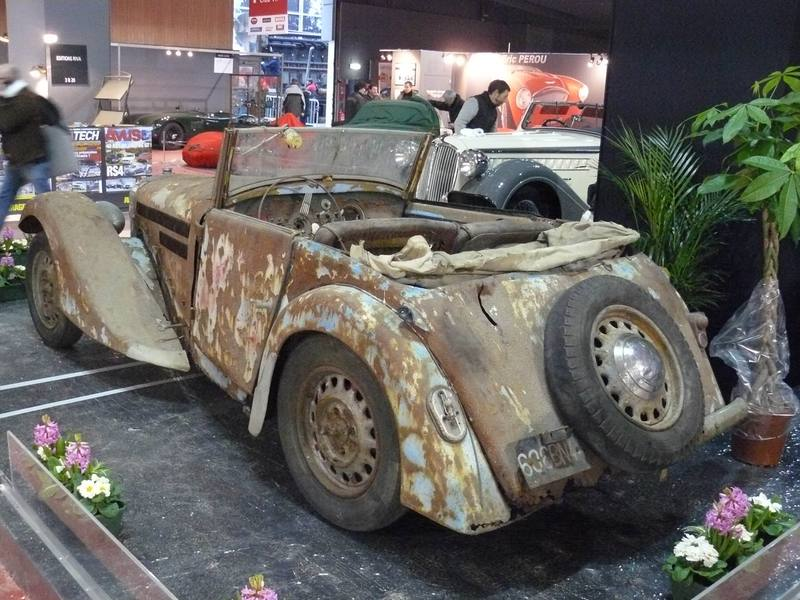
… de 1937.
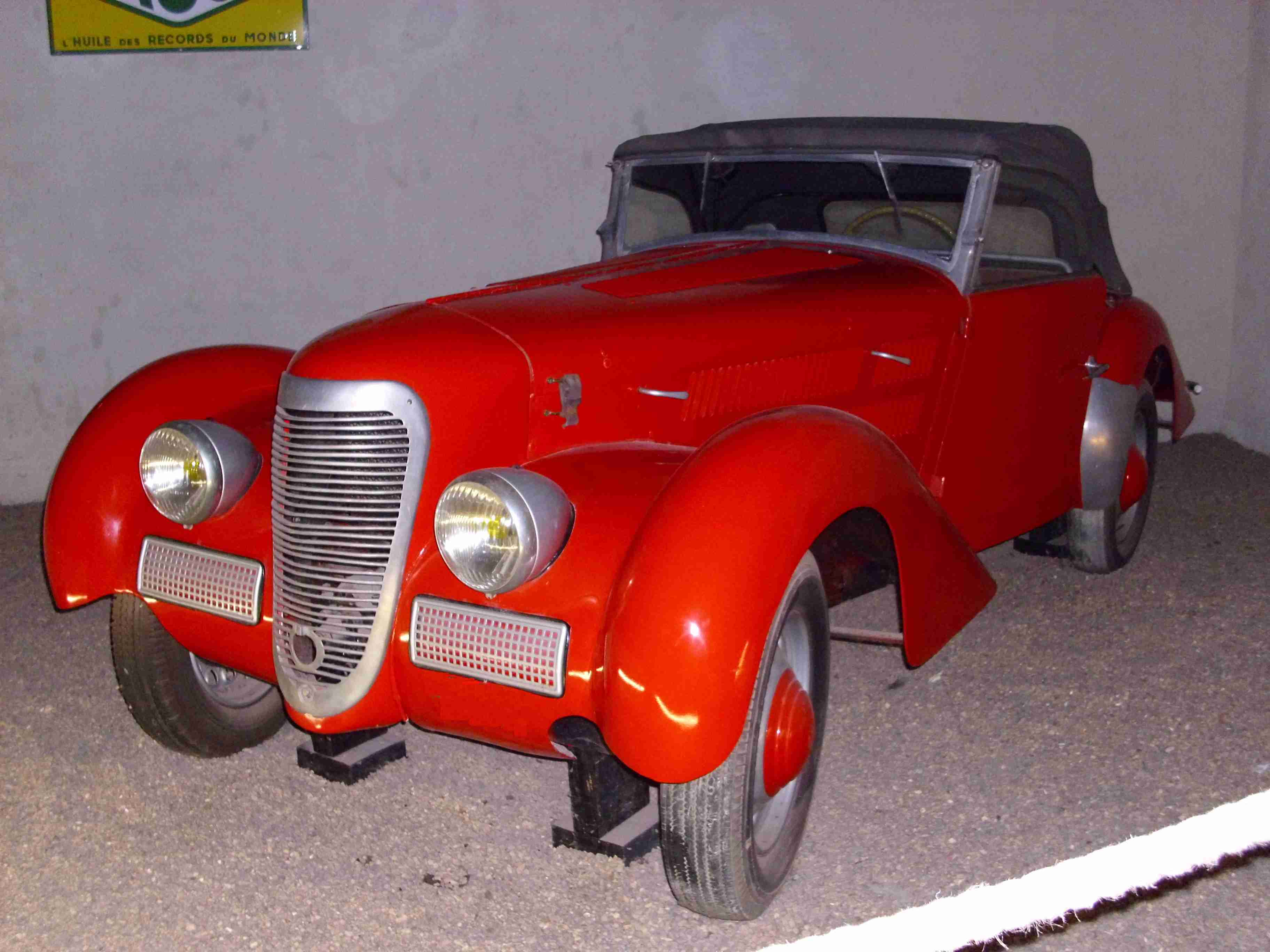
Georges Irat de 1939.
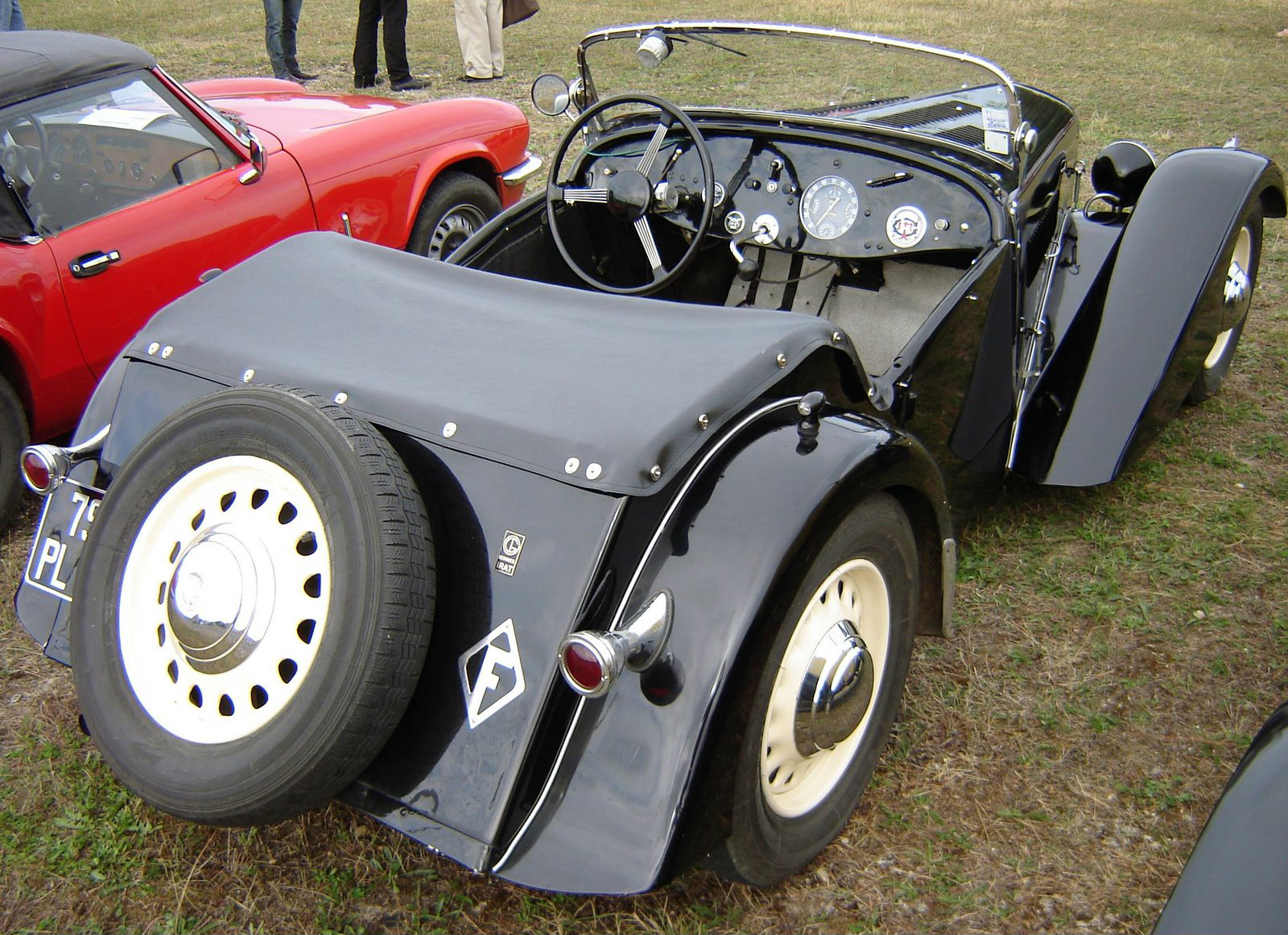
ODU Roadster.
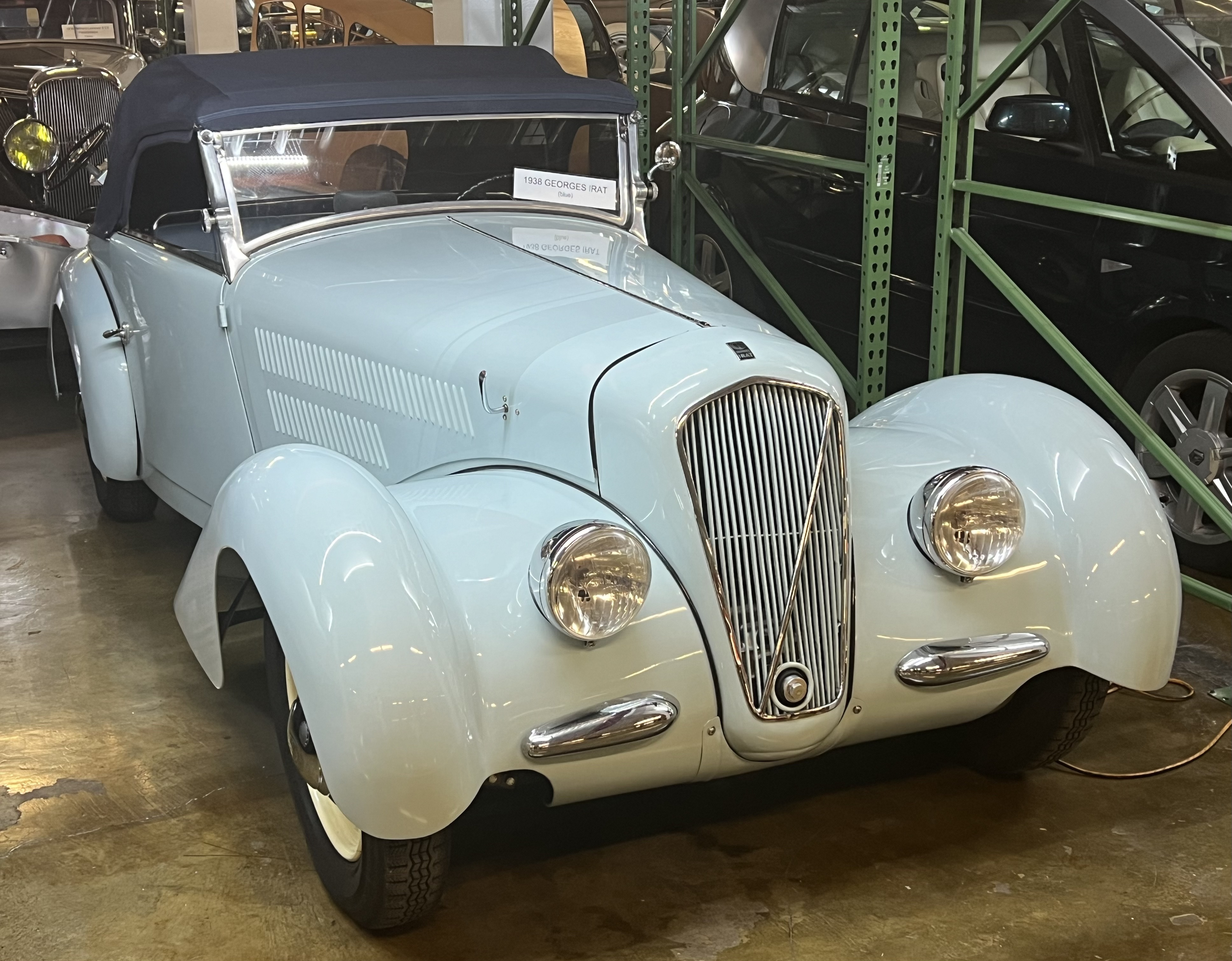
Une Georges Irat 11CV OLC3 de 1940 au Lane Motor Museum.
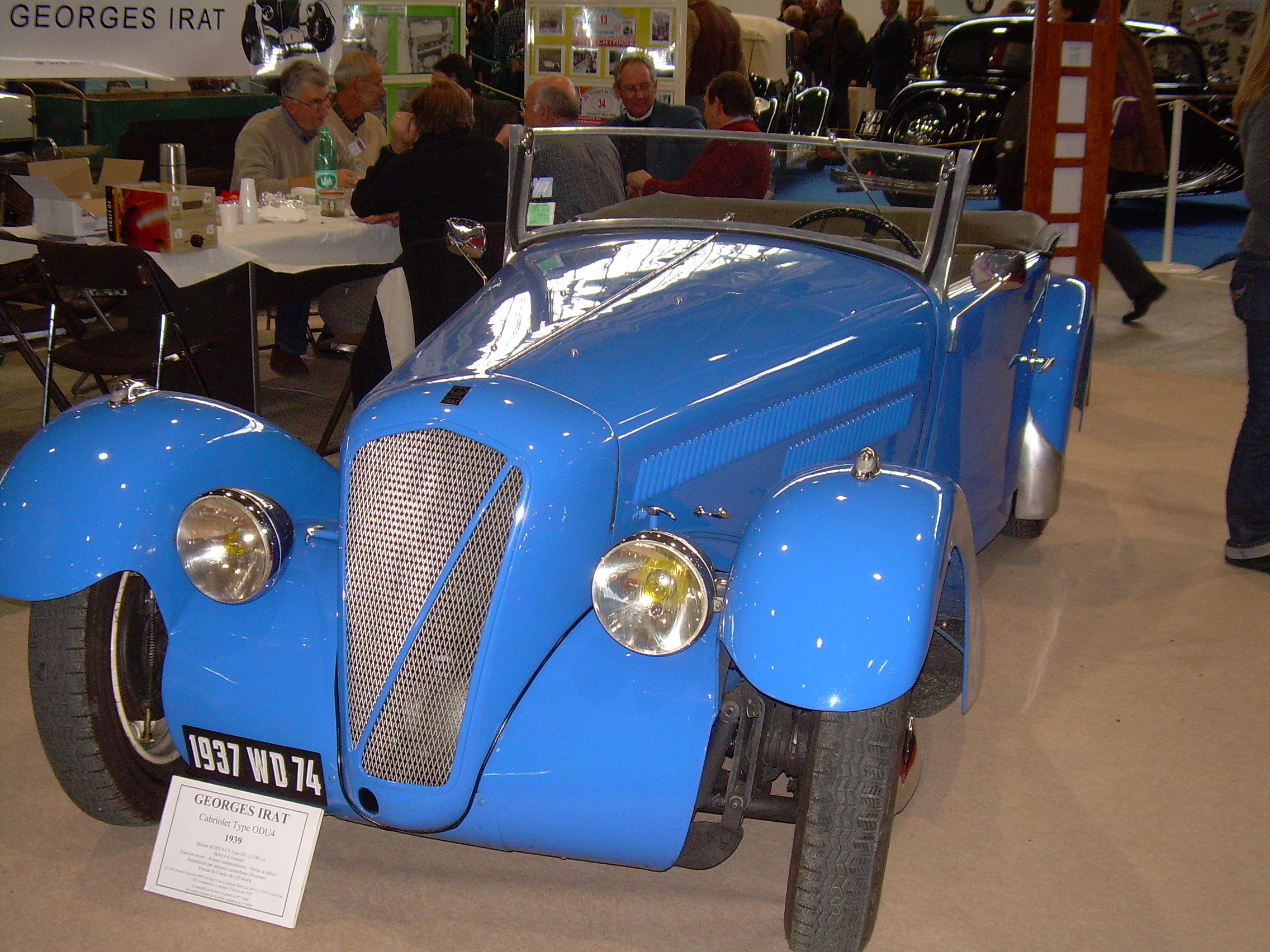
ODU 4.
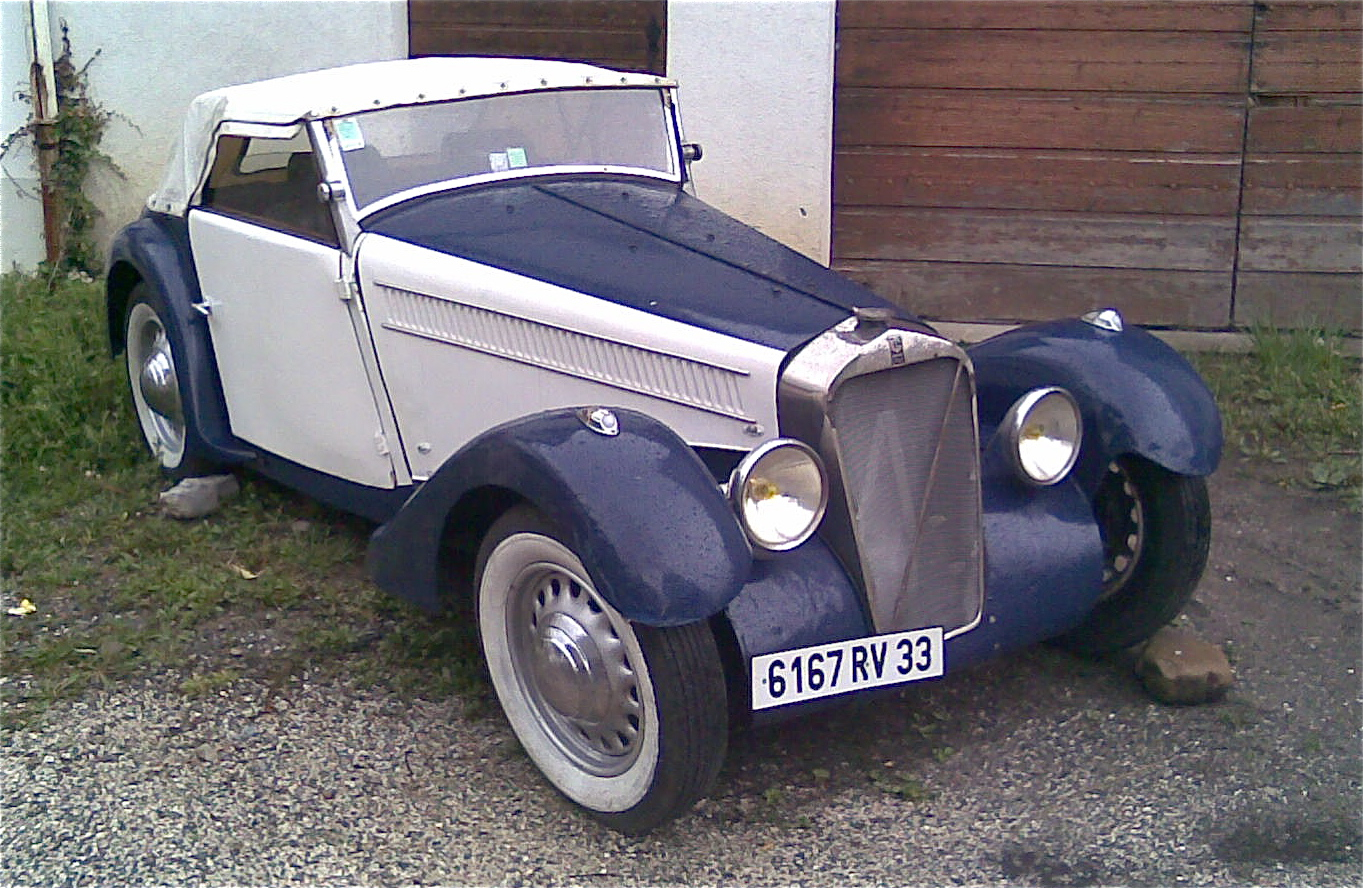
Georges Irat MDU.
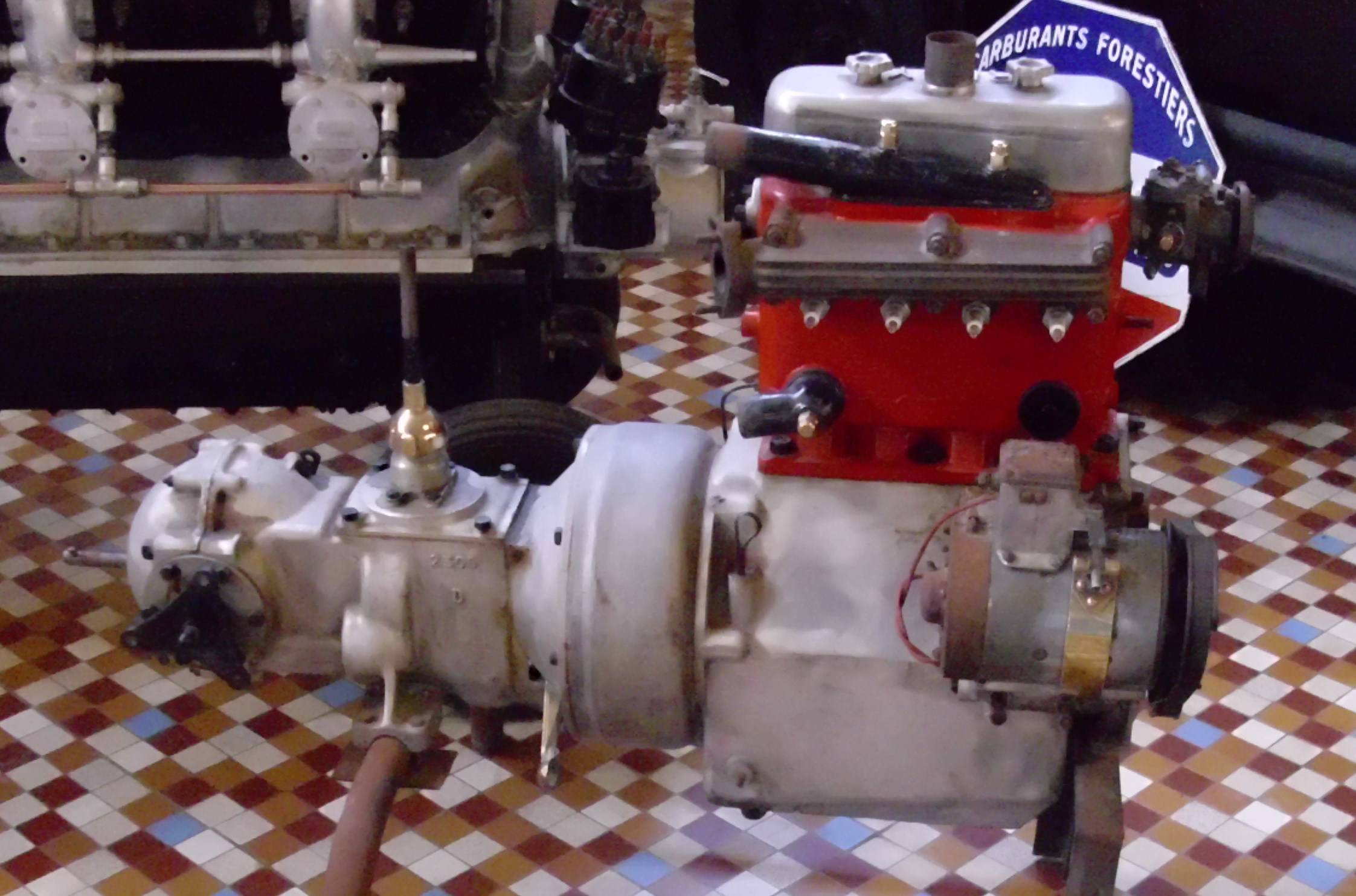
Moteur Ruby des modèles à partir de 1935.